# Iclănzel (gmina)
Iclănzel – gmina w Rumunii, w okręgu Marusza. Obejmuje miejscowości Căpușu de Câmpie, Chisălița, După Deal, Fânațe, Fânațele Căpușului, Ghidașteu, Iclandu Mare, Iclănzel, Mădărășeni, Tăblășeni i Valea Iclandului. W 2011 roku liczyła 2126 mieszkańców.